# Grünhof (Rothenklempenow)
Grünhof ist ein Ortsteil der Gemeinde Rothenklempenow des Amtes Löcknitz-Penkun im Landkreis Vorpommern-Greifswald in Mecklenburg-Vorpommern.

## Geographie
Der Ort liegt vier Kilometer westlich der Staatsgrenze zu Polen und fünf Kilometer nordnordöstlich von Rothenklempenow. Die Nachbarorte sind Glashütte im Norden, Lenzen und Seeberg im Nordosten, Stolec im Osten, Pampow, Freienstein und Mewegen im Südosten, Rothenklempenow im Süden, Theerofen im Südwesten, Weidehof im Westen sowie Marienthal und Borken im Nordwesten.